# Romances de El Tuerto de Pirón
Romances de El Tuerto de Pirón es un libro de romances de Tomás Calleja Guijarro (1922-2018) publicado en 1981. La obra está compuesta por varios capítulos de extensión breve que corresponden a diferentes historias reales a modo de biografía de El Tuerto de Pirón, un bandolero segoviano del siglo XIX.
Gran parte de la obra está en tercera persona, aunque incluye partes en primera persona. Pese a no ser la intención del autor, esta obra se ha convertido en la mayor fuente de documentación histórica del bandolero Fernando Delgado Sanz, alias El Tuerto de Pirón. Todavía no siendo este estilo el habitual del autor, esta obra se ha convertido en la más conocida y máximo exponente de toda su actividad como escritor. Este libro ha servido como inspiración y referencia de otras notables obras, posteriores como El Brujo de Carranzales, de Julián de Antonio de Pedro.

## Argumento
El libro canta la vida e historias de Fernando Delgado Sanz, apodado El Tuerto de Pirón. Nació en Santo Domingo de Pirón, el 30 de mayo de 1846. Sus padres fueron Ramón Delgado, natural de Escalona del Prado y Ana Sanz natural de Santo Domingo. Gran parte de sus fechorías y extraordinarias hazañas se cuentan romanceadas en este libro En 1888 la Audiencia Nacional de Madrid, le condenó a cadena perpetua. Estando cumpliendola, murió el 5 de julio de 1914 en el penal de san Miguel de Los Reyes de Valencia.

## Personajes
- El Tuerto de Pirón, su nombre real es Fernando Delgado Sanz y es el protagonista, es un aldeano tuerto del ojo izquierdo de Santo Domingo de Pirón (provincia de Segovia) que volver del servicio militar encuentra que por presiones familiares su novia a contraido matrimonio con otro mozo a partir de este momento inicia una carrera delictiva como bandolero actuando especialmente por el río Pirón, río Lozoya y la Sierra de Guadarrama.

Retrato del Tuerto que aparece en el libro, realizado por la Guardia Civil en 1870 con el objetivo de prevenir a la población y arrestarlo

- Aquilino Benito Pérez, fiel miembro de la banda del Tuerto y amigo suyo desde siempre.
- Barroso, fiel miembro de la banda del Tuerto y amigo suyo desde siempre.
- Joven Madrileña: no se da nobre, es el segundo amor de Fernando que la rescata del maltrato de su marido. La compra un piso en Madrid e intentan tener un hijo juntos, al no lograrlo la relación se rompe bajo las famosas palabras "Madrid para las mujeres más para los hobres lo riscos, soy del monte y vuelvo al monte". El huyé y ella busca desesperadamente su paradero. Mucho tiempo después le encuentra con otra mujer y sin lograrlo intenta entregarle a la Guardia Civil.
- Los Tormenta, son dos hermanos de Adrada de Pirón que pese a las sospechas de la gente se muestran como no pertenecientes a la banda, se cree que se encargaban del trabajo sucio del Tuerto.
- El Madrileño, cruel navajero de Madrid que se incorpora al grupo en sus últimos años cuando varios de sus integrantes son capturados o asesinados por las fuerzas del orden. Una vez en la banda cree que pese a ser tildado de malo El Tuerto no lo es y palanifica matarlo y hacerse líder. Cambia de idea y decide entregarlo a la justicia por dinero. Cuando la banda tras un golpe dormía en una cueva de Losana de Pirón, El Madrileño montó un caballo y se dispuso a ir a delatarlos a Segovia pero Fernando que ya se lo veía venir más agil le alcanza y le reta a duelo mortal de navajas. El duelo marca el devenir de la historia y la percepción de la gente y la justicia de él.
- Joven Sauca, novia del Tuerto de Pirón de gusto mutuo hasta que se casa con otro mozo de Santo Domingo de Pirón. Se la describe como una moza realenga y su padre es el cazique de la zona. Tanto el como su marido el son perdonados por Fernando pero su padre no del que se venga con su legendario primer delito:robarle un cordero y comerselo con sus amigos. Fernando afirma que su amor solo fue producto de deso carnal pero el autor deja entrever que es una mentira que se dice para intentar olvidarla teniendo el corazón partido.
- Antolín de Pinilla, miembro de la banda que por haber avisado de varios saqueos es asesinado por Barroso, Fernando no quería que lo matara solo que escarmentara.
- El Carbonero, amigo de Fernando que solo lo era por su dinero y que lo entrega a la justicia por la recompensa mientras dormía en su casa. Es descrito como repugnante en un sentido físico.

## Espacio y tiempo
La historia se desarrolla en varios puntos de la provincia de Segovia y la de Madrid. Todo lo ocurrido ocurre en la vida de Fernando (1846-1914) pero la gran mayoría del relato se concentra desde su iniciación como bandolero hasta su condena en firme, los datos que se dan de su infancia son mínimos por falta de registros históricos (1866-1988) El autor da el nombre de la mayoría de los lugares así como la fecha en la que trascurren.

## Estructura y temática
El libro es una historia en romances contada a base de diferentes coplas. Tiene una fuerte derivación romántica y el autor interviene al inicio en primera persona como un trobador. La obra basada en historia reales está compuesta por varios capítulos de extensión breve que corresponden a diferentes historias. Está la gran parte en tercera persona aunque incluye partes en primera persona del Tuerto y al inicio del autor.